# Luigi Rava
Luigi Rava (Ravenna, 29 novembre 1860 – Roma, 12 maggio 1938) è stato un giurista e politico italiano.
Fu sindaco di Roma e Senatore del Regno.

## Biografia
Il padre, Giuseppe Rava, era stato collega di Alfredo Baccarini al Comune di Ravenna ed aveva conosciuto Domenico Farini e Gioacchino Rasponi.

### Attività accademica
La carriera accademica di Luigi Rava fu precoce: a soli 23 anni ebbe accesso all'insegnamento universitario come libero docente. Ottenne il primo incarico a Siena, poi insegnò a Bologna, quindi a Pavia. Le sue materie di insegnamento furono filosofia del diritto, scienza delle finanze e diritto amministrativo. Tornò a Bologna, dove fu chiamato a ricoprire la cattedra di Scienza dell'amministrazione presso l'università felsinea, carica che tenne ininterrottamente fino al 1915, quando fu nominato membro del Consiglio di Stato e quindi si trasferì a Roma.

### Carriera politica
Rava iniziò molto presto anche la carriera politica: nel 1891, ad appena 31 anni, fu eletto deputato al Parlamento nel collegio della città natale per la Sinistra liberale. Nel 1892 fu riconfermato. L'anno seguente entrò al governo come sottosegretario. Dalle elezioni del 1900 fu candidato al collegio di Vergato, paese dell'Appennino bolognese, dove fu eletto per quattro legislature. Il 3 ottobre 1920 fu nominato Senatore.
Luigi Rava, che fu un grande ammiratore del naturalista forlivese Cesare Majoli (1746 – 1823), è stato padre delle prime leggi di tutela dell'ambiente e dei beni culturali emanate in Italia. La legge 411 del 1905 "per la conservazione della Pineta di Ravenna", fu la prima legge paesaggistica d'Italia. La legge 20 giugno 1909, n° 364, pose per la prima volta sotto protezione le antichità nazionali. Rava scrisse il testo in collaborazione con l'archeologo Corrado Ricci, anche lui ravennate. Rava favorì l'istituzione della «Speciale soprintendenza ai Monumenti di Ravenna», la prima soprintendenza per i beni culturali istituita in Italia.
Massone, non si sa dove e quando fu iniziato. È noto che l'8 ottobre 1906 fu regolarizzato Maestro massone nella Loggia Roma di Roma. Nella sua qualità di sindaco di questa città, al Campo Verano, tenne un discorso funebre per la tumulazione del già Gran maestro del Grande Oriente d'Italia Ernesto Nathan.

## Incarichi ricoperti
Incarichi politici 
- Fu consigliere alla Provincia di Ravenna per 30 anni
- Deputato eletto nel 1891 e poi confermato ininterrottamente per altre sei legislature fino al 1920, quando fu nominato senatore
- Sottosegretario alle poste e ai telegrafi (1893-96)
- Sottosegretario all'agricoltura (1900-01)
- Ministro dell'agricoltura, dell'industria e del commercio del Regno d'Italia nei Governi Giolitti II, Tittoni e Fortis I (1903-05)
- Ministro dell'istruzione pubblica nel Governo Giolitti III (1906-09)
- Ministro delle finanze nel Governo Salandra I (1914)
- Vicepresidente della Camera dei Deputati (1914-19)
- Membro del Consiglio di Stato (1915-30)
- Sindaco di Roma (25 novembre 1920-23 maggio 1921)

Incarichi accademici
- Presidente nazionale della Società Dante Alighieri (1902-06)
- Socio corrispondente dell'Accademia dei Lincei (9 ottobre 1925)

Incarichi dirigenziali
- Vicepresidente della Banca Popolare di Ravenna (dal 1896)
- Vicepresidente della Cassa di Risparmio di Ravenna (dal 1892 al 1918; nel 1919 fu Presidente)
- Presidente dell'Ente Nazionale Industrie Turistiche (ENIT)

## Opere
- La pineta di Ravenna. Roma, Forzani e C. tipografi del Senato, 1897
- La restaurazione pontificia in Romagna: 1814-1831. Roma, Forzani e C. tipografi del Senato, 1898
- L'Emilia e la Romagna nel Risorgimento italiano. Roma, tipografia della Tribuna, 1899
- Angelo Frignani. Un episodio della restaurazione pontificia in Romagna. Bologna, Zanichelli, 1899
- Adeodato Ressi, economista e martire dell'indipendenza (1768-1822). Bologna, Stabilimenti poligrafici riuniti, 1923
- La pineta di Ravenna. Piccola storia di una grande bonifica. Roma, Ente Nazionale Industrie Turistiche, 1926
- Lord Byron e P. B. Shelley a Ravenna e Teresa Guiccioli Gamba: note. Roma, Società nazionale Dante Alighieri, 1929
- La Romagna nel 1798. Diario del cittadino Diego Guicciardi, commissario della Repubblica Cisalpina (a cura di). Modena, Societa tipografica modenese, 1933